# سنط مستح
السنط المُستحي هي شجيرة صغيرة سريعة النمو أبيدة إلى شجرة صغيرة في الفصيلة البقولية المتوطنة في الركن الجنوبي الشرقي من تسمانية.